# Peter Kotte
Peter Kotte, född 8 december 1954 i Thiendorf, är en tysk före detta fotbollsspelare.
Han spelade 21 landskamper för Östtyskland.